# 代格伦
代格伦（德語：Dägerlen）是瑞士联邦苏黎世州温特图尔区的市镇。该市镇面积为7.95平方千米，海拔高度474米，2018年12月31日人口数为1,017。

## 外部連結
- 代格伦官方网站 （页面存档备份，存于） （德文）